# Anders Svensson (bandymålvakt)
Anders Svensson, född 11 juni 1975, är en svensk bandymålvakt som representerat Sverige under VM vid ett antal tillfällen. Han spelar sedan 2016 i Edsbyns IF och har tidigare spelat i Ljusdals BK, IFK Rättvik BK, Dynamo Kazan och HK Volga Uljanovsk. I februari 2019 gjorde Svensson sin 600:e match för Edsbyns IF.